# 축산초등학교 성호분교

축산초등학교 성호분교는 경상북도 영덕군 축산면 칠성1길 5-24에 있었던 분교이다.

## 학교 연혁
- 일자미상 성호국민학교 설립 인가
- 1955년 3월 9일 성호국민학교 개교
- 일자미상 조항분교장 설립 인가
- 일자미상 조항분교 개교
- 1992년 3월 1일 조항분교장 폐교 및 본교 통폐합
- 1993년 9월 1일 축산국민학교 분교장 격하 편입
- 1996년 3월 1일 축산초등학교 성호분교 개칭
- 1998년 3월 1일 폐교 및 축산초등학교 통폐합